# Яшан Олександр Іванович
Олександр Іванович Яшан (нар. 5 вересня 1963, м. Київ, Україна) — український вчений у галузі медицини, доктор медичних наук (2002), професор (2005), завідувач кафедри оториноларингології, офтальмології та нейрохірургії Тернопільського національного медичного університету імені І. Я. Горбачевського.

## Життєпис
Закінчив Тернопільський державний медичний інститут у 1986 році.
З 1994 року О. І. Яшан працює у Тернопільському медичному університеті: асистент курсу (кафедри) оториноларингології (1994—2002); доцент (2002—2004), професор кафедри (з 2004 року). 
З 2006 року і донині - завідувач кафедри оториноларингології, офтальмології та нейрохірургії ТНМУ. 
- Член президії Української асоціації отіатрів, отонейрохірургів і отоневрологів[5];
- Голова Тернопільської обласної громадянської організації «Наукове медичне товариство лікарів оториноларингологів»;
- Голова клубу великого тенісу Тернопільського національного медичного університету.

## Наукова діяльність
У 1993 році захистив кандидатську дисертацію на тему «Тимпанопластика IV типу: клініко-аудіологічне дослідження».
У 2002 році захистив докторську дисертацію на тему «Нові варіанти слухопокращуючих операцій у хворих на хронічний гнійний середній отит: клініко-морфологічне дослідження».
Наукові інтереси: ото хірургія, хвороби ліфоглоткового кільця глотки.
Автор і співавтор понад 240 наукових і навчально-методичних праць, серед яких підручник і компакт диск; 10 патентів на винаходи.

### Окремі праці
- Лайко А.А. Ендоскопічна хірургія верхніх дихальних шляхів у дітей// Лайко А.А., Косаковський А.Л., Гавриленко Ю.В., Яшан О.І. Логос. - 2020, 130 с.
- Яшан І.А Медсестринство в отоларингології // Яшан І.А., Заболотний Д.І., Яшан О.І. Укрмедкнига. - 2000. - 148 с.
- Ковальчук Л.Я. Практичне медсестринство // Ковальчук Л.Я., Ястремська С.О. Яшан О.І. Укрмедкнига. - 2012. - 240 с.
- Яшан А.И., Герасимюк М.И. Характер изменения соотношения разных субпопуляций лимфоцитов у больных хроническим тонзиллитом // Вестник оториноларингологии, 2015. - №2, С. 27-31;
- Яшан А.И., Хоружий И.В. Влияние погибших лимфоцитов секрета среднего уха на развитие нейросенсорной тугоухости при остром среднем отите // Вестник оториноларингологии, №1, 2015. - № 1, С. 17-20.